# Melle Mel
Melvin Glover, meglio noto come Grandmaster Melle Mel o più semplicemente come Melle Mel (New York, 15 maggio 1961), è un rapper e disc jockey statunitense.
È stato il primo rapper a chiamarsi Master of Ceremonies e ad assegnare questo nome ad altri membri del gruppo (laddove Keith Wiggins creò invece il termine Hip Hop per prendere in giro un suo amico che era appena entrato in esercito, imitando con le parole Scat "hip/hop/hip/hop" la cadenza di marcia dei soldati).

## Carriera
Melle Mel entrò nei Grandmaster Flash and the Furious Five che incominciarono a registrare per la Enjoy Records e pubblicando Superrappin nel 1979.
Anni dopo si trasferirono alla Sugar Hill Records, entrarono nelle classifiche dell'R'n'B, conquistando anche un disco d'oro. Nel 1982 Melle Mel cominciò a registrare brani con tematiche molto più sociali che riguardavano fatti di quegli anni come l'amministrazione economica di Ronald Reagan chiamata (Reaganomics, le politiche sulle droghe e l'effetto che produceva la droga sulla comunità nera. Sempre nel 1982 pubblicò The Message (divenuta poi un classico della musica Rap), che contiene anche parti delle canzone di Melle Mel ovvero Superrappin' , la base della canzone fu campionata dal brano The Jungle di Duke Bootee . L'album The Message in nemmeno un mese divenne disco di platino e tuttora è considerato un record, in più è stato il primo disco hip hop ad essere aggiunto al United States National Archive of Historic Recordings . Successivamente Melle Mel pubblicò canzoni sulla vita difficile di New York (New York, New York), in genere parlando anche della vita in generale come il brano Survival (The Message 2), il gruppo si sciolse quando Melle Mel litigò con la loro promoter Sylvia Robinson nei confronti dei diritti d'autore di The Message, Flash fece causa alla Sugar Hill Records, loro etichetta, ma le due fazioni della Furious Five si separarono.
Scorpio e Cowboy si unirono a Melle Mel diventando Grandmaster Melle Mel and the Furious Five, nome  con cui pubblicò album e singoli di successo, tra cui Vice che divenne una delle sigle della serie televisiva Miami Vice.
Nel 1988, dopo una separazione durata quasi 4 anni, Mel e Flash si riunirono per l'album On the Strength, con nuovi artisti che poi sono diventate leggende della musica rap come Eric B. & Rakim, DJ Jazzy Jeff & The Fresh Prince, Public Enemy, Boogie Down Productions e Big Daddy Kane.
Nel 1995 partecipa alla registrazione della sua cover "White Lines" registrata dai Duran Duran per l'album Thank You.
Nel 1996 contribuì nella canzone One by One di Cher.
Nel 1997 invece firmò con la Straight Game Records e pubblicò l'album Right Now con uno stile molto più duro, sempre in collaborazione con alcuni membri della Furious Five.
Nel 2001 pubblicò il singolo con Rondo One Lock per il film Blazin. Nel 2007 pubblicò il suo primo album da solista, Muscles da cui fu tratto il singolo omonimo.

## Discografia
- 1982 The Message - (con Grandmaster Flash and the Furious Five)
- 1984 Grandmaster Melle Mel and the Furious Five (conosciuto come Work Party)
- 1988 On the Strength - (con Grandmaster Flash and the Furious Five)
- 1989 Piano - (come Grandmaster Melle Mel and the Furious Five)
- 1997 Right Now - (come Grandmaster Mele-Mel & Scorpio)
- 2001 On Lock - (conosciuto come Die Hard)
- 2006 The Portal in the Park - (come Grandmaster Mele Mel con l'apparizione di Lady Gaga)
- 2007 Muscles - (come Grandmaster Mele Mel)
- 2009 Hip Hop Anniversary Europe Tour - (come Grandmaster Melle Mel)